# 八月 (電影)
《八月》，2016年中國電影，是张大磊的导演处女作。影片獲得第53屆金馬獎的最佳劇情片和最佳新演員。

## 劇情
電影聚焦在一個內蒙古小城1990年代的家庭，及國企經歷市場化改革的大潮下，採取黑白色調拍攝，故事藉由一個小男孩的眼睛觀看大人世界的一切，紀錄工業化經濟巨變的現代社會環境變遷。

## 角色
- 孔維一 饰 小雷，小学生，想考三中
- 张　晨 饰 小雷之父，原本是名国企职工
- 郭燕芸 饰 小雷之母，教师

## 製作
导演张大磊在2008年8月回到姥姥家度过了一段时光，那时他就想拍一部关于家庭生活题材的电影。2012年完成剧本，故事具有一些半自传的性质。采用黑白影像是因为他认为黑白最贴合90年代的质感。所有演员都是导演的朋友，这些非职业演员也完成了导演所想要的“完全没有表演痕迹的一种表演”。

## 反響

### 票房
中国大陆上映首日排片只有3.18%，第二日排片2.1%，最终累计票房434.6万。

### 評價
臺灣電影評論家李光爵曾在金馬獎入圍名單公佈後說：「如果最佳影片是八月得獎我要從十樓跳下去。」而在金馬獎得獎名單公布後，遭到任此屆初審委員的電影工作者陳鴻元及曾任金馬獎委員影評人塗翔文，都質疑該片既然在最佳原著劇本、攝影和最佳新導演皆未獲獎，卻能拿下最佳影片獎的評選邏輯。

### 獎項及提名
| 類別                | 頒獎日期       | 獎項                             | 名字                       | 結果 | 參考          |
| ------------------- | -------------- | -------------------------------- | -------------------------- | ---- | ------------- |
| 西寧FIRST青年電影展 | 2016年7月27日  | 最佳剧情片                       | 《八月》                   | 提名 |               |
| 西寧FIRST青年電影展 | 2016年7月27日  | 最佳导演                         | 張大磊                     | 提名 |               |
| 西寧FIRST青年電影展 | 2016年7月27日  | 最佳演员                         | 張晨                       | 提名 |               |
| 西寧FIRST青年電影展 | 2016年7月27日  | 最佳艺术探索                     | 《八月》                   | 提名 |               |
| 金馬獎              | 2016年11月26日 | 最佳劇情片                       | 《八月》                   | 獲獎 | [ 13 ] [ 14 ] |
| 金馬獎              | 2016年11月26日 | 最佳新導演                       | 張大磊                     | 提名 | [ 13 ] [ 14 ] |
| 金馬獎              | 2016年11月26日 | 最佳新演員                       | 孔維一                     | 獲獎 | [ 13 ] [ 14 ] |
| 金馬獎              | 2016年11月26日 | 最佳原著劇本                     | 張大磊                     | 提名 | [ 13 ] [ 14 ] |
| 金馬獎              | 2016年11月26日 | 最佳攝影                         | 呂松野                     | 提名 | [ 13 ] [ 14 ] |
| 金馬獎              | 2016年11月26日 | 最佳音效                         | 徐忱、李曉丹、高秋卉、任冬 | 提名 | [ 13 ] [ 14 ] |
| 金馬獎              | 2016年11月26日 | 國際影評人費比西獎（非正式競賽） | 《八月》                   | 獲獎 | [ 13 ] [ 14 ] |
| 北京大学生电影节    | 2017年5月26日  | 最佳影片奖                       | 《八月》                   | 提名 |               |
| 北京大学生电影节    | 2017年5月26日  | 评委会大奖                       | 《八月》                   | 獲獎 |               |
| 北京大学生电影节    | 2017年5月26日  | 最佳导演奖                       | 張大磊                     | 提名 |               |
| 北京大学生电影节    | 2017年5月26日  | 最佳新人奖                       | 孔維一                     | 提名 |               |
| 北京大学生电影节    | 2017年5月26日  | 艺术探索奖                       | 《八月》                   | 提名 |               |
| 華語電影傳媒大獎    | 2017年12月17日 | 最佳導演                         | 張大磊                     | 提名 |               |
| 華語電影傳媒大獎    | 2017年12月17日 | 最佳新導演                       | 張大磊                     | 提名 |               |

## 外部連結
- 豆瓣电影上《八月》的資料 （简体中文）
- 时光网上《八月》的資料（简体中文）
- 開眼電影網上《八月》的資料（繁體中文）
- 互联网电影数据库（IMDb）上《八月》的资料（英文）